# Aurora Australis

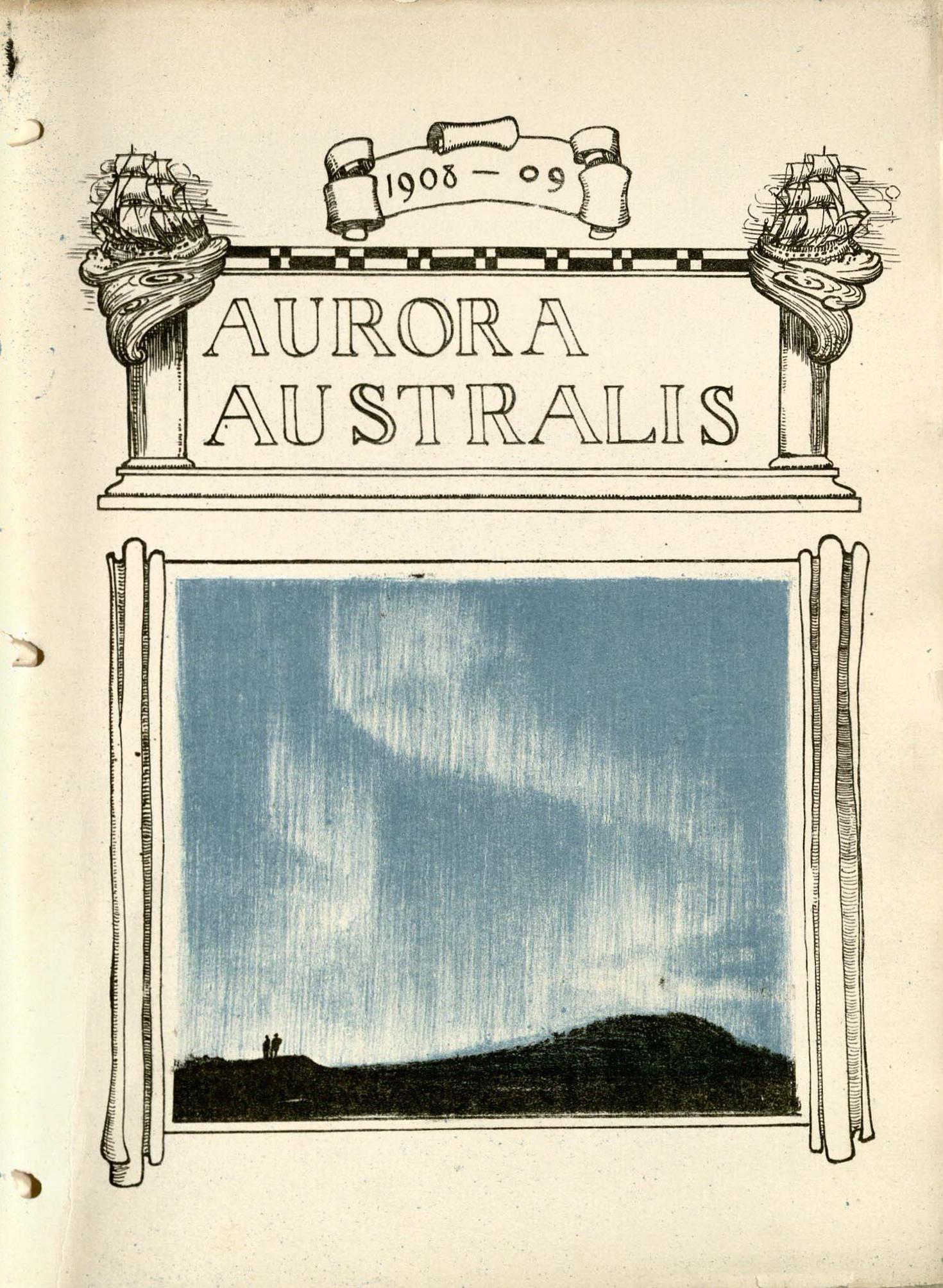
Aurora Australis

Aurora Australis è definito come il "primo libro scritto, stampato, illustrato e rilegato in Antartide".

## Storia
Scritto durante la spedizione Nimrod del 1907-1909 di Ernest Shackleton in Antartide, il libro venne interamente realizzato dai membri della spedizione. Edito dallo stesso Shackleton, è stato illustrato con litografie e acqueforti da George Marston, stampato da Ernest Joyce e Frank Wild ed infine rilegato da Bernard Day. La realizzazione dell'Aurora Australis è stata una delle attività culturali incoraggiate da Shackleton al fine di assicurarsi che "lo spettro chiamato 'noia polare' non comparisse [tra gli uomini]" durante il lungo inverno polare che i membri della spedizione hanno dovuto trascorrere nel rifugio a capo Royds sull'isola di Ross.
Dato che le copie dell'Aurora Australis non erano numerate, non è certo l'esatto numero di volumi realizzati. Si crede però che siano state prodotte circa cento copie, di cui meno di settanta registrate. Probabilmente Shackleton intendeva vendere i libri al suo ritorno in Inghilterra, ma questi vennero poi distribuiti tra i membri della spedizione oppure regalati agli altri "amici e benefattori della missione".